# Alan Paton (botanicus)
Alan Paton (1963) is een Britse botanicus.
In 1986 behaalde hij zijn B.Sc. aan de University of Edinburgh. In 1989 [behaalde hij aan deze universiteit een Ph.D..
Sinds 1990 is Paton werkzaam bij de Royal Botanic Gardens, Kew; waar hij assistent-beheerder is van het herbarium. Hij stuurt het onderzoek aan en beheert de collecties met betrekking tot de plantenfamilies Leguminosae, Lamiaceae, Rubiaceae en Euphorbiaceae. Tevens houdt hij zich bezig met de rol van de botanische tuin in CITES, het biodiversiteitsverdrag en de Global Strategy for Plant Conservation (GSPC). Voor het behalen van de doelen van de GSPC, wordt samengewerkt met de Missouri Botanical Garden en de New York Botanical Garden.
Paton doet onderzoek naar de familie Lamiaceae, 'waarbij hij zich met name richt op de Afrikaanse en Aziatische vertegenwoordigers van deze plantenfamilie. Hij schrijft verhandelingen over deze plantenfamilie voor de Flora of Tropical East Africa en de Flora Zambesiaca. Hij doet binnen deze familie speciaal onderzoek aan de geslachtengroep Ocimeae en dan met name Plectranthus en Ocimum.
Paton is lid van het Plants Conservation Committee van de IUCN-SSC. Hij is (mede)auteur van meer dan tweehonderd botanische namen van taxa binnen de familie Lamiaceae. Deze heeft hij gepubliceerd in wetenschappelijke tijdschriften als Kew Bulletin.